# والتر كيتل
والتر كيتل (بالألمانية: Walther Kittel)‏ هو عسكري وطبيب ألماني، ولد في 20 مارس 1887 في متز في فرنسا، وتوفي في 11 نوفمبر 1971 في فيسبادن في ألمانيا.